# Pyloderma demonstrans
Pyloderma demonstrans är en svampdjursart som beskrevs av Arthur Dendy 1924. Pyloderma demonstrans ingår i släktet Pyloderma och familjen Dendoricellidae.
Artens utbredningsområde är havet kring Nya Zeeland. Inga underarter finns listade i Catalogue of Life.